# 人偶情缘
《人偶情缘》是microcabin公司于1999年5月20日推出的一款恋爱養成遊戲。同年12月推出改編小說《人偶情缘：因為喜歡你》。

## 遊戲系統
《人偶情緣》採用養成遊戲的遊玩方式，玩家在遊戲中培養的對象是名為「瑪莉蓮」的女性人形機器人，遊戲的目標是提高主角的技能力和瑪莉蓮的好感度。遊戲之初玩家只有兩萬啟動資金，玩家可以通過工作和從天德美雪接任務獲得金錢，金錢可以用作購買升級瑪莉蓮的零件，瑪莉蓮可以替換的零件達100多件，零件具有不同效果，而且有使用壽命需要不斷維護或者替換。玩家可以通過突發事件或者交流提高機器人的好感度，好感度越高瑪莉蓮就越像人類。此外，遊戲還有三位可以追求的女性。遊戲的時間為半年（10月1日到次年3月31日），週一至週五都需要上班，下班後才能自由活動，週末兩天也是自由活動時間。半年後根據玩家當前的技能力等因素進入不同結局。

## 故事簡介
故事的背景是架空的日本昭和40年代（1965－1975年），機械產業發展蓬勃，人形機器人已經普及到日常生活中，同時也產生名為機械人偶（Marionette）技術師的職業。主人公自小有著成為優秀機械人偶技術師的夢想，一天在技術師聚集地光沙電氣街閒逛時，他發現了一個遺棄的機械人偶。他將人偶帶到相熟的技術師天德美雪家中維修，兩人用了半年時間修復了人偶並為之取名「瑪莉蓮」。期間美雪看出了主人公有成為技術師的潛力，雙方約定主人公在未來半年負責人偶的升級改造，美雪也會提供技術師的初階工作讓主人公練手。遊戲中主人公還會遇到三位性格不同的女性，並且可以與之發展關係。根據玩家對瑪莉蓮的改造情況，會有好、壞、普通三個結局，好結局中主人公的技術得到業界認可，獲優秀新人技術師獎，並繼續在機械人偶深究；壞結局中主人公放棄了夢想，瑪莉蓮在一次失控後被拋棄；普通結局中主人公雖然沒有獲得美雪的肯定，但是在業餘時間繼續研究機械人偶的技術。若玩家在遊戲中與今野園子、火狩真穗、青嶋英子三人之一發展關係，則會進入她們的對應結局。

## 登场人物
瑞浪涉（聲：野島健兒） （廣播CD中的名字和配音員，遊戲中名字由玩家命名）
主人公，普通上班族，小時候夢想成為機械人偶技術師，在遇到瑪莉蓮後重燃夢想。認為人偶也有心，同情人偶。
玛莉莲（聲：前田千亞紀）（可改名）
主角拾取的人偶，失去過去的記憶，在修復後住在主人公家中。
今野园子（聲：前田近美）
黑社会老大的女儿，樣貌和瑪莉蓮相仿，對主人公一見鐘情，与玛莉莲性格不合，两人总是吵架。
火狩真穗（聲：中山真奈美）
患上絕症長期住院的少女，一度有輕生的念頭，在遇到主人公後改變。
青鸠英子（聲：吉田愛理）
主角的前女友，兩人在大學時交往。
天德美雪（聲：浅川悠）
主角母亲的好友，她修好玛莉莲，並支持主角成為機械人偶技術師。

## 開發及發行
遊戲的PlayStation（PS）版在1999年5月20日發行，廉價版「Major Wave」則在2001年4月26日推出。電腦光盤版在1999年5月21日發行，中文版於2000年4月推出，協和國際多媒體和依星軟件分別負責在台灣和中國大陸的發行。Dreamcast（DC）版與電腦版使用一樣的640x480解像度，而且還優化了圖像選單和增加了演出音效。DC版在1999年10月7日發售。2001年NEC Interchannel獲得遊戲電腦光盤版發行權，遊戲作為「PC HOME」系列作品在日本便利店上架發售，該版本移植自DC版，除了保留DC上的建模，3D場景使用Direct3D製作，支持Windows 95/98運行。2010年8月11日遊戲由玩和線上娛樂代理登陸PlayStation Store，並支持PlayStation 3和PlayStation Portable遊玩。
官方的攻略書《人偶情缘 官方攻略手冊》在遊戲PS版發售時同步推出，遊戲的廣播劇CD《Prototype 零》於1999年5月28日發售，改編小說《人偶情缘：因為喜歡你》由編寫，於同年12月發售。

## 評價
《週刊Fami通》1999年5月28日發佈了對《人偶情缘》PlayStation（PS）版的評分，四名評論員合計給出32分（總分40），遊戲進入白銀殿堂。
遊戲因為特別的選材和玩法上的創新獲得評論員的正面的評價，INSIDE的編輯臥待弦認為《人偶情缘》是PlayStation時代機娘戀愛養成遊戲的代表作之一，當時新時代主機PlayStation的推出，加上具有未來感的人偶養成設計，讓遊戲推出後就讓人印象深刻。新浪遊戲評論員Saiken認為遊戲最大的賣點就是「引入了机械组合的概念」，讓遊戲在一眾戀愛養成遊戲中「玩起来妙趣横生」。流星雨工作室在《家用电脑与游戏》發文稱讚遊戲在當時以校園為主的戀愛養成遊戲中顯得別具創意，遊戲強化了人與人偶之間交流，也讓人偶「更具有人情味」。
遊戲的難度和劇情獲得評論員的關注，《Dreamcast Magazine》評論員REI指出DC版的難度比PS版低，但是遊戲中機器人的零件組合還是過於複雜，另一個評論員電波宙年也表示完整體驗遊戲需要20個小時，對一般玩家來說未免太長。評論員DLS_MWZZ在觸樂摘文稱遊戲的內容較為真實，有不少內容是從技術角度維修機娘女主，感情內容反而不足。電波宙年也提到配角的戲份不足，缺乏起伏不斷的感情戲。